# NTFS-3G
NTFS-3G is een opensource-stuurprogramma om NTFS-partities op Linux, FreeBSD of andere op Unix gebaseerde besturingssystemen te kunnen lezen, schrijven en aanmaken. Het NTFS-3G-project heeft als prioriteit de betrouwbaarheid van data en van het stuurprogramma te garanderen. Hiervoor worden vele tests gedaan voor elke release.

## Geschiedenis
De ontwikkeling van NTFS-3G duurt reeds lang, omwille van het feit dat Microsoft weinig informatie verstrekt met betrekking tot de interne werking van NTFS. Hierdoor moest men alles te weten komen via reverse engineering.
Het originele project was gebaseerd op Linux, en is in 1995 van start gegaan onder leiding van 'Martin von Loewis' tot aan het einde van de jaren negentig. Dit stuurprogramma ondersteunde NTFS versie 1.2 (Windows NT4) en had een bijna volledige functionaliteit, maar was nog steeds in de experimentele fase. De ontwikkeling van het stuurprogramma werd stopgezet rond de tijd dat Windows 2000 op de markt kwam met een nieuwe en verbeterde versie van het NTFS-bestandssysteem.
Het project werd gered door Anton Altaparmakov, die in 2000 het onderhoud overnam, en besloot om het gehele stuurprogramma en de bijbehorende applicaties opnieuw te schrijven vanaf nul. Hierbij zorgde hij er ook voor dat er ondersteuning was voor de nieuwe NTFS-versies.
In 2002 schreef hij samen met Szabolcs Szakacsits ntfsresize, dat het eerste opensourceproject was dat veilig een groot aantal NTFS-bewerkingen kon uitvoeren zonder schade toe te brengen.
In 2004 werden de zinnen gezet op verbeterde schrijfondersteuning. Dit deed men met behulp van Filesystem in Userspace (FUSE). Hierdoor is men er in 2006 in geslaagd een volledig stuurprogramma te schrijven dat zowel lees- als schrijfbewerkingen ondersteunt.

## Beperkingen
Het stuurprogramma heeft een bijna volledige ondersteuning voor het lezen en schrijven van bestanden, het vergroten of verkleinen hiervan, en het wijzigen van bestandsnamen, maar heeft nog geen ondersteuning voor gebruikersrechten of het schrijven van gecomprimeerde bestanden. NTFS-partities worden gemount via FUSE.

## Prestaties
Ook al is het project gericht op betrouwbaarheid en het implementeren van de ontbrekende functionaliteit, en niet op prestaties, tonen recente benchmarks aan dat de performantie van NTFS-3G vergelijkbaar is met die van andere veelgebruikte bestandssystemen. Volgens de makers is het stuurprogramma nog niet geoptimaliseerd en mogen er nog verbeteringen verwacht worden.